# Мишкино (Кулундинський район)
Ми́шкино (рос. Мышкино) — село у складі Кулундинського району Алтайського краю, Росія. Входить до складу Константиновської сільської ради.

## Населення
Населення — 387 осіб (2010; 380 у 2002).
Національний склад (станом на 2002 рік):
- росіяни — 77 %